# Baedeker Blitz

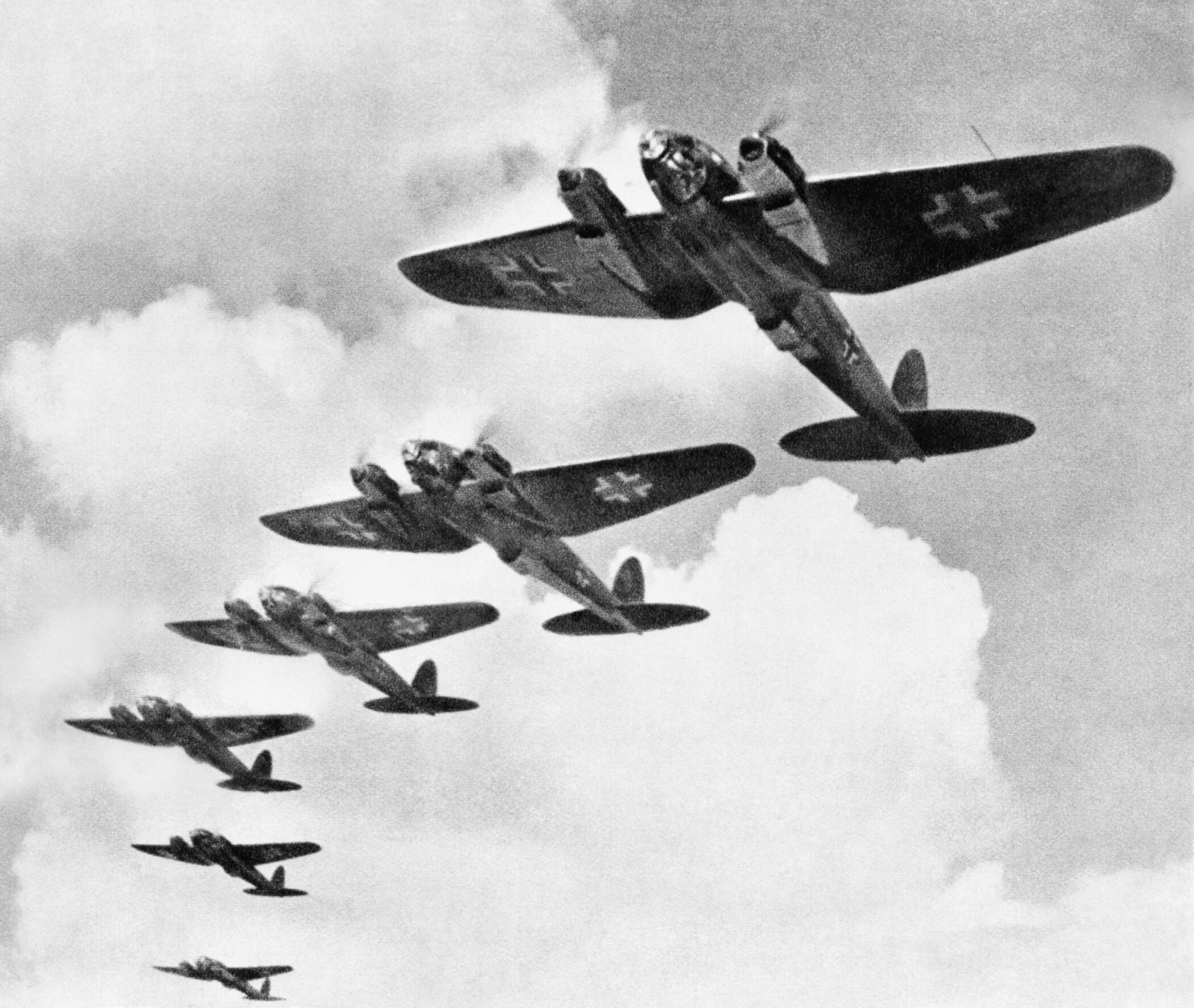
Bombowce niemieckie w czasie nalotu

Baedeker Blitz – seria nalotów odwetowych (niem. Vergeltungsangriffe) Luftwaffe na miasta angielskie w odpowiedzi na zbombardowanie w nocy z 28 na 29 marca 1942 roku hanzeatyckiego miasta Lubeka w czasie II wojny światowej.
Kryptonim operacji wzięty został od nazwiska Karla Baedekera, niemieckiego księgarza i wydawcy praktycznych przewodników turystycznych. Od jego nazwiska do dziś określa się takie przewodniki bedekerami.

## Podłoże
Do zbombardowania Lubeki doszło w nocy z 28 na 29 marca 1942 roku. Arthur Harris, naczelny dowódca RAF Bomber Command, napisał później, że „Lubeka stanęła w płomieniach” ponieważ „było to średniej wielkości miasto o pewnym znaczeniu jako port morski, z położoną nieopodal stocznią budującą okręty podwodne. Nie był to cel pierwszorzędny, ale wydawało mi się, że lepiej zniszczyć miasto o przeciętnym znaczeniu, niż ponieść znaczne straty próbując zniszczyć duże miasto przemysłowe”. Dodał, że strata 5.5% samolotów biorących udział w nalocie, to tyle ile należało się spodziewać przy dobrej pogodzie w jasną, księżycową noc, lecz gdyby taki poziom strat utrzymywałby się przez jakiś czas, RAF Bomber Command nie byłoby w stanie „operować tak intensywnie jak powinno”.
Dyrektywa, wystosowana do RAF-u 14 lutego 1942 roku, wskazywała na wpływ bombardowań na „morale populacji nieprzyjacielskich miast”. Lubeka, z licznymi drewnianymi budowlami z okresu średniowiecza, została wybrana, ponieważ „sztab RAF-u chciał wypróbować nową technikę bombardowań z użyciem znacznej ilości bomb zapalających” w celu usankcjonowania tej dyrektywy. Dowództwo RAF-u wiedziało doskonale, że taka „technika” dobrze sprawdzi się w miastach, nie zaś w odniesieniu się do celów przemysłowych, z czego wynika, że nalot na Lubekę był, według dzisiejszych kryteriów, atakiem terrorystycznym.
W odwecie za bombardowanie Lubeki Luftwaffe dokonało 23 kwietnia 1942 roku nalotu na Exeter. Był to pierwszy z „nalotów z bedekera”. Naloty na Lubekę i Rostock wywołały wybuch wściekłości wśród niemieckich przywódców... i stały się inspiracją do odwetowych „rajdów według przewodnika”.

## Naloty

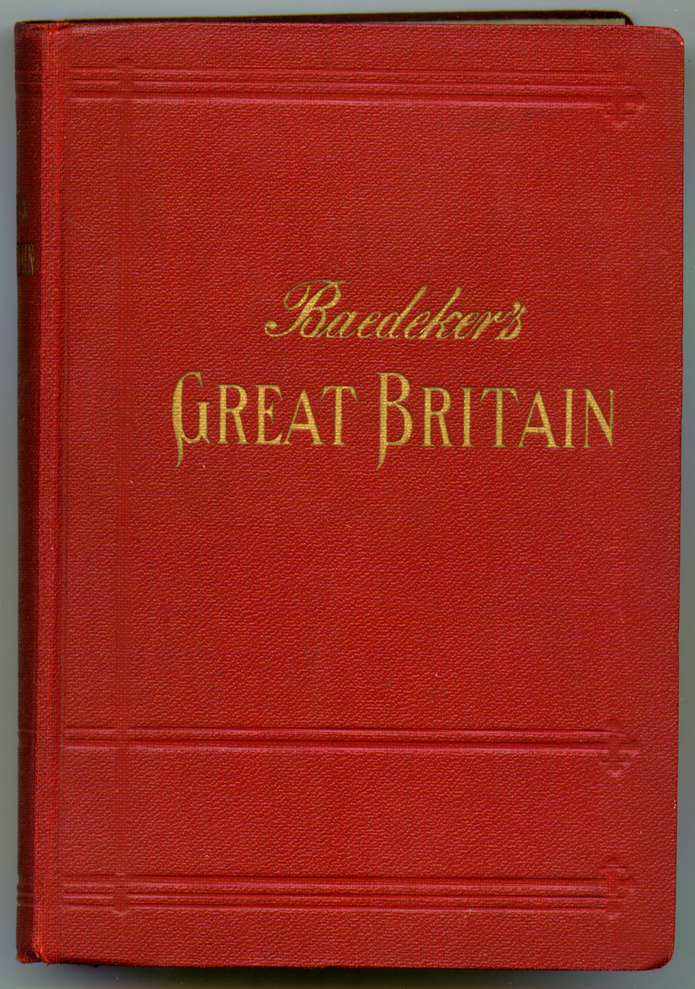
Przewodnik Baedekera po Wielkiej Brytanii z roku 1937

Rajdy bombowe według bedekera przeprowadzone zostały przez niemiecką 3 Luftflotte dwukrotnie pomiędzy kwietniem a czerwcem 1942 roku. Celami nalotów były strategicznie bez znaczenia, ale uznane za malownicze miejscowości w Anglii. Miasta wybierano w oparciu o wskazania niemieckiego przewodnika turystycznego po Wielkiej Brytanii, przy czym celami nalotów miały być miejscowości oznakowane trzema gwiazdkami (ze względu na ich historyczne znaczenie). Baron Gustav Braun von Stumm, niemiecki propagandzista miał powiedzieć 24 kwietnia 1942, a więc po pierwszym ataku: „Powinniśmy zbombardować w Anglii każdy budynek oznaczony trzema gwiazdkami w przewodniku Baedekera”'
Miastami zaatakowanymi były:
- Okres pierwszy
  - Exeter (23 i 24 kwietnia; 3 maja)
  - Bath (25 i 26 kwietnia)
  - Norwich (27 i 29 kwietnia)
  - York (28 kwietnia)

- Okres drugi, po zbombardowaniu Kolonii[3]
  - Canterbury (31 maja; 2 i 6 czerwca)

W wyniku nalotów na te pięć miast zginęło 1637 mieszkańców, 1760 zostało rannych, a zniszczeniu uległo ponad 50 000 budynków. Kilka znaczących budowli zostało zniszczonych lub poważnie uszkodzonych, w tym Guildhall w Yorku i Assembly Rooms w Bath, ale większość wyszła z nalotów cało, m.in. katedry w Norwich, Exeter i Canterbury. Niemieckie bombowce poniosły w tych nalotach poważne straty, a tymczasem państwa Osi potrzebowały uzupełnień w Afryce Północnej i na froncie wschodnim, co sprowadziło późniejsze operacje do uderzeń na miasta nadbrzeżne formacjami kilku samolotów szturmowych Fw 190. Najbardziej ucierpiało wówczas miasteczko Deal w hrabstwie Kent, gdzie zginęło ponad 30 mieszkańców, przeważnie kobiet i dzieci. Wśród strażaków, którzy walczyli z pożarami w Bath, był Harry Patch, który w XXI wieku uznany został za ostatniego żyjącego jeszcze weterana I wojny światowej.